# Баленко, Николай Филиппович
Никола́й Фили́ппович Бале́нко (6 февраля 1921 — 21 января 1994) — командир звена 6-го отдельного гвардейского штурмового авиационного Московского Краснознамённого ордена Суворова полка 335-й штурмовой авиационной дивизии 3-й Воздушной армии 1-го Прибалтийского фронта. Старший лейтенант ВВС СССР. Герой Советского Союза.

## Биография
Родился 6 февраля 1921 года в селе Широкая Гребля ныне Винницкого района Винницкой области Украины в крестьянской семье. Украинец.
В 1940 году окончил Винницкий техникум советской торговли и одновременно аэроклуб. Работал товароведом.
В Красной Армии с 1941 года. В 1943 году окончил Борисоглебскую авиационную школу пилотов.
В боях Великой Отечественной войны с ноября 1943 года. Член ВКП(б)/КПСС с 1944 года.
Командир звена 6-го отдельного гвардейского штурмового авиационного Московского Краснознамённого ордена Суворова полка (335-я штурмовая авиационная дивизия, 3-я воздушная армия, 1-й Прибалтийский фронт) гвардии старший лейтенант Николай Баленко к марту 1945 года совершил на самолёте Ил-2 сто тридцать два боевых вылета на разведку и штурмовку вражеских войск, нанеся гитлеровцам значительный урон в живой силе и технике. Лично сбил два самолёта противника и два в составе группы.
Указом Президиума Верховного Совета СССР от 18 августа 1945 года за образцовое выполнение боевых заданий командования на фронте борьбы с немецко-фашистскими захватчиками и проявленные при этом мужество и героизм гвардии старшему лейтенанту Баленко Николаю Филипповичу присвоено звание Героя Советского Союза с вручением ордена Ленина и медали «Золотая Звезда» (№ 8707).
После войны Н. Ф. Баленко продолжил службу в ВВС. В 1946 году он окончил Краснодарскую высшую офицерскую авиационную школу штурманов. С 1955 года подполковник Баленко Н. Ф. в запасе.
Жил в городе Краснодаре, где до ухода на заслуженный отдых работал старшим товароведом.
Скончался 21 января 1994 года. Похоронен в Краснодаре.

## Награды
- орден Ленина,
- орден Красного Знамени,
- орден Красного Знамени,
- орден Александра Невского,
- орден Отечественной войны 1-й степени,
- орден Отечественной войны 1-й степени,
- орден Отечественной войны 1-й степени,
- медали.

## Память
В Краснодаре на фасаде дома, в котором жил Герой, установлена мемориальная доска.